# Les Molards
Pour les articles homonymes, voir Molard.
Les Molards est un groupe de punk rock français, originaire de Montpellier, dans l'Hérault. Formé en 1995, le groupe compte trois albums : Persiste et saigne, Tremblement de tête, et Des sourires et des armes. Influencés par le punk rock depuis 1977, ils chantent en français. Libertaires, ils chroniquent le monde sur des riffs acérés et des refrains « motivants ».

## Biographie
Les Molards est formé en 1995, à Montpellier, dans l'Hérault, et comprend Nico (chant), Titi (basse), Christian (batterie), et Julien (guitare). Leur nom s'inspire du livre J'irai cracher sur vos tombes de Boris Vian. Ils publient un premier album studio, intitulé Persiste et saigne, en 1999,. Trois ans plus tard sort leur deuxième album studio, Tremblement de tête, en 2002,.
Le 29 octobre 2011, Les Molards participent à une concert en hommage aux Sheriff. En 2013, ils publient leur tout premier album live, Utopistes à suivre, qui est pour eux, une réussite, affirmant qu'ils sont mieux sur scène entouré d'un public. 
En avril 2014, ils sont annoncés le 5 avril à la salle Georges Brassens à Clermont-l'Hérault pour un concert local gratuit. Le 5 décembre 2014, ils participent à la septième édition du Weekend Sauvage, organisée par Taf Productions, aux côtés de Tagada Jones, Brassen's not Dead, et Banane Metalik.

## Discographie
- 1999 : Persiste et saigne
- 2002 : Tremblement de tête
- 2006 : Des sourires et des armes
- 2013 : Utopistes à suivre (album live)